# Мартен, Франк
Франк Мартен (фр. Frank Martin; 15 сентября 1890, О-Вив, сегодня часть Женевы — 21 ноября 1974, Наарден, Северная Голландия) — швейцарский композитор, пианист.

## Биография
Родился десятым ребёнком в семье кальвинистского пастора. Сам научился играть на фортепиано и в девять лет начал сочинять. По желанию родителей изучал физику и математику в университете Женевы, параллельно брал уроки композиции у органиста и композитора Жозефа Лобера (1864—1952). В 1926 году основал Женевскую ассоциацию камерной музыки, которой руководил в качестве пианиста и клавесиниста в течение десяти лет. Одновременно преподавал теорию музыки и импровизацию в институте Жак-Далькроза, а также камерный ансамбль в Женевской консерватории. С 1933 по 1940 год являлся директором собственной музыкальной школы (фр. Technicum Moderne de Musique), с 1942 по 1946 год руководил Ассоциацией музыкантов Швейцарии.
В 1946 году оставил все административные посты и переехал со своей женой-голландкой в Амстердам, чтобы целиком посвятить себя композиции. С 1950 по 1957 год преподавал композицию в Высшей школе музыки Кёльна.
В своём творчестве композитор применял синтез додекафонии и классической тональной системы. Автор ораторий («Голгофа», «In terra pax» и др.), реквиема, оркестровых и камерных произведений; из последних популярны его баллады для флейты, тромбона, фортепиано, виолончели, саксофона, альта, а также Церковная соната для флейты и органа.
Автор монографии об Эмиле Жак-Далькрозе (фр. «L’Homme. Le Compositeur. Le createur de la Rythmique». — Neuchatel (Suisse), 1965).

## Основные сочинения

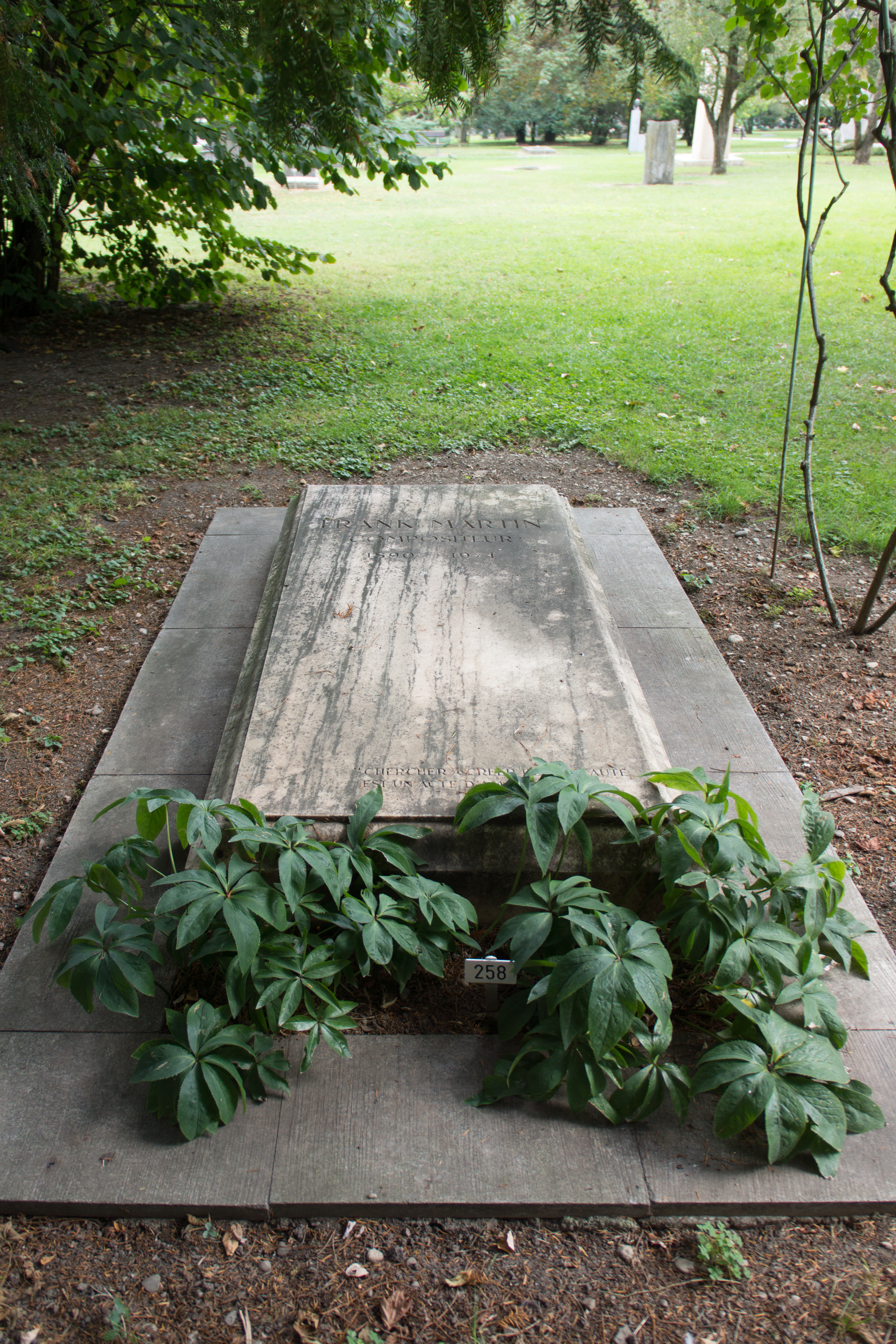
Могила Франка Мартена на Кладбище Королей в Женеве

- Месса для двойного хора без сопровождения (1926)
- Четыре краткие пьесы для гитары (1933)
- Первый концерт для фортепиано с оркестром (1935)
- Церковная соната (итал. Sonata da chiesa) для виолы д’амур с органом (1938); версия для флейты и органа (1941), версия для виолы д’амур со струнным оркестром (1952)
- Волшебный напиток (фр. Le vin herbé, 1941), оратория по мотивам романа о Тристане и Изольде
- Маленькая концертная симфония (1945)
- In terra pax (1944)
- Концерт для семи инструментов (1949)
- Голгофа (1948), оратория
- Концерт для скрипки с оркестром (1951)
- Струнный квартет (1966)
- Второй концерт для фортепиано с оркестром (1967)
- Полиптих для двух струнных оркестров (1973)
- Реквием (1972)

## В театре
- 1971 — «Сёстры[англ.]», балет хореографа Кеннета Макмиллана, Новая труппа Королевского балета в театре «Сэдлерс-Уэллс[англ.]», Лондон.

## Награды
- 1947: Prix de compositeur de l’Association des Musiciens Suisses
- 1949: Docteur honoris causa de l’Université de Genève
- 1951: Prix de Genève.
- 1953: Grosser Kunstpreis des Landes Nordrhein-Westfalen — Ehrenmitglied der Wiener Konzerthausgesellschaft
- 1955: Accademico Onorario di Santa Cecilia, Roma
- 1959: First Prize Philadelphia Orchestra award
- 1961: Docteur honoris causa de l’Université de Lausanne — Membre Associé Honoraire de la Société des Arts de Genève
- 1962: Accademico Onorario dell' Accademia Filarmonica Romana
- 1964: Grand Prix des Semaines Musicales Internationale de Paris
- 1965: Ehrenmitglied der Akademie für Musik und darstellende Kunst, Wien — Ehrenmitglied des Musikvereins für Steiermark, Graz — Ehrenmitglied der Akademie für Musik und darstellende Kunst, Graz — Mozart-Medaille, Wien
- 1968: Verdienstkreuz 1.Klasse der Bundesrepublik Deutschland
- 1969: Grand Prix National du Disque (Prix Arthur Honegger), Paris
- 1970: Ehrenmitglied der Tonhalle-Gesellschaft, Zürich
- 1971: Compagnon d’Honneur de la Confrérie du Guillon
- 1973: Membre d’Honneur de l’Union Chorale de Lausanne — Membre d’Honneur du Conseil International de la Musique, Paris
- 1974: Membre Associé de l’Académie Royale des Sciences, des Lettres et des Beaux Arts de Belgique